# China Mobile
China mobile je mobilní operátor v Číně a je největším na světě. Byl založen v roce 1997. Má přes 849 milionů aktivních zákazníků.

## Rozsah společnosti
V současnosti má 67,5% podíl na čínském mobilním trhu. China Mobile také vlastní společnost Paktel v Pákistánu, a v květnu 2008 společnost rovněž převzala China Tietong, třetí největší širokopásmové ISP v Číně.
China Mobile je roku 2021 druhou největší společností registrovanou v Hongkongu. Funguje ve 219 zemích světa a její GPRS roamingové služby zasahují do 138 zemí a regionů.
V roce 2008 zvýšila svůj zisk o 51% za 2. čtvrtletí Na zavedení amerických sankcí vůči čínským firmám, propojeným s Čínskou lidovou armádou, reagovala Newyorská burza vyřazením akcií China Mobile z obchodování. Stejně byly postiženy další čínské telekomunikační společnosti China Telecom (CHA) a China Unicom (CHU).

## Vývoj
V dubnu 2008, China Mobile začala testování třetí generace (3G) mobilních komunikací v osmi městech (Peking, Šanghaj, Tianjin, Guangzhou, Shenzhen, Qinhuangdao, Shenyangu a Xiamen. Rozvoji a rozšíření nových technologií má pomoci spolupráce s Nokia Siemens.